# Svécofennides

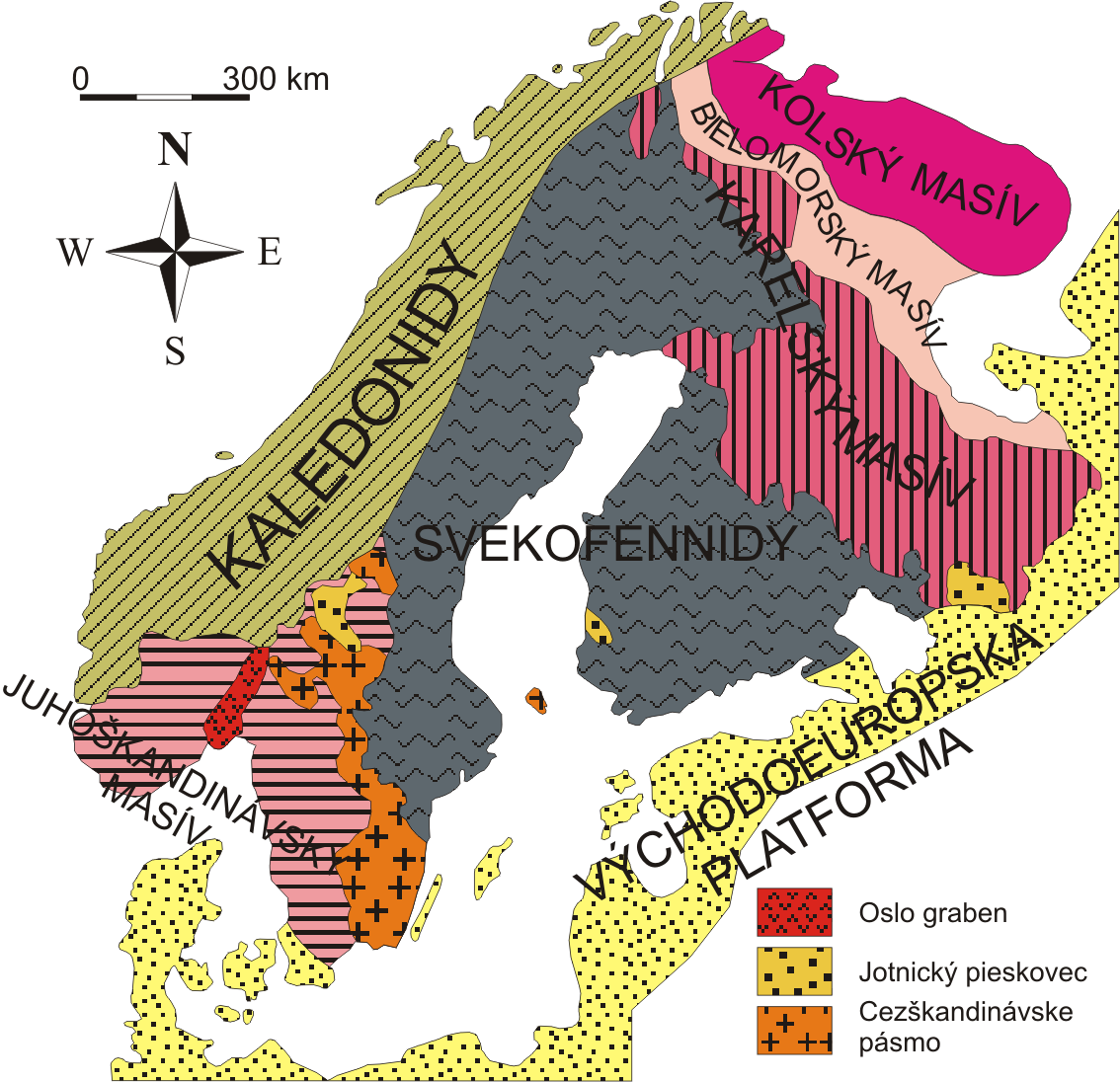
Carte géologique du bouclier scandinave, les roches issues de l'orogenèse svécofennide

Les svécofennides sont une ancienne chaîne de montagne se situant au niveau de l'actuelle mer Baltique. L'orogenèse s'est étendue de 1,96 à 1,75 Ga, et est souvent interprétée comme une collision entre un archipel (probablement un arc volcanique) et la plaque carélienne. Cette chaîne fut ensuite arasée jusqu'à devenir la pénéplaine actuelle. Le principal héritage de cette chaîne est le socle rocheux, constituant une importante partie du bouclier scandinave. En particulier, on peut noter le granite rapakivi, couvrant une bonne partie de la Finlande.

## Formation en détail
L'orogenèse svécofennienne est donc une sorte de collage de microcontinents et d'arcs volcaniques : 
La géologue Annakaisa Korja a précisé le déroulement des événements qui conduisirent à la situation observable actuellement, à l'aide de multiples données géophysiques et géologiques, en précisant un modèle tectonique pour l'évolution de cet orogène au cours du Paléoprotérozoïque, au sein du plus vaste bouclier Fennoscandien, situé au nord-ouest de Baltica (craton Est-européen).
Cette orogenèse svécofennienne se forme ainsi en cinq étapes majeures, parfois se déroulant simultanément : les phases Laponie-Save, Laponie-Kola, Fennienne, Nordique et Svécobaltique, chronologiquement; et en quatre étapes incluant donc l'accrétion d'un microcontinent (-1,92 Ga à -1,88 Ga), une extension à grande échelle de la croûte accrétée (-1,87 Ga à -1,84 Ga)  , une collision entre continents (-1,87 Ga à -1,79 Ga) et finalement un effondrement gravitaire (-1,79 Ga et -1,77 Ga).
Ces étapes se recouvrirent donc partiellement dans le temps et l'espace, étant donné que différents processus opérèrent simultanément dans différentes parties des plaques tectoniques.
Dans les (sous-)orogenèses Laponie-save et Fennienne, des microcontinents (possiblement des terranes) et des arcs insulaires furent accrétés au microcontinent carélien, qui lui-même s'accrétait à Laurentia lors de la (sous-)orogenèse Laponie-Kola.
La formation de l'orogène svécofennienne fut finalisée par deux collisions continentales produisant le (sous-)orogène nordique à l'ouest (collision entre Baltica et Amazonia) et le (sous-)orogène svécobaltique au sud-sud-ouest (collision entre Baltica et Sarmatia (qui se situe dans l'actuelle Ukraine)).
Ces collisions furent immédiatement suivies d'un effondrement gravitaire.